# Сусань (Тіміш)
Сусань, Сусані (рум. Susani) — село у повіті Тіміш в Румунії. Входить до складу комуни Траян-Вуя.
Село розташоване на відстані 355 км на північний захід від Бухареста, 59 км на схід від Тімішоари.

## Населення
За даними перепису населення 2002 року у селі проживали 373 особи.
Національний склад населення села:
| Національність | Кількість осіб | Відсоток |
| -------------- | -------------- | -------- |
| румуни         | 353            | 94,6%    |
| цигани         | 13             | 3,5%     |
| угорці         | 5              | 1,3%     |

Рідною мовою назвали:
| Мова      | Кількість осіб | Відсоток |
| --------- | -------------- | -------- |
| румунська | 354            | 94,9%    |
| циганська | 13             | 3,5%     |
| угорська  | 6              | 1,6%     |